# Биметрические теории гравитации

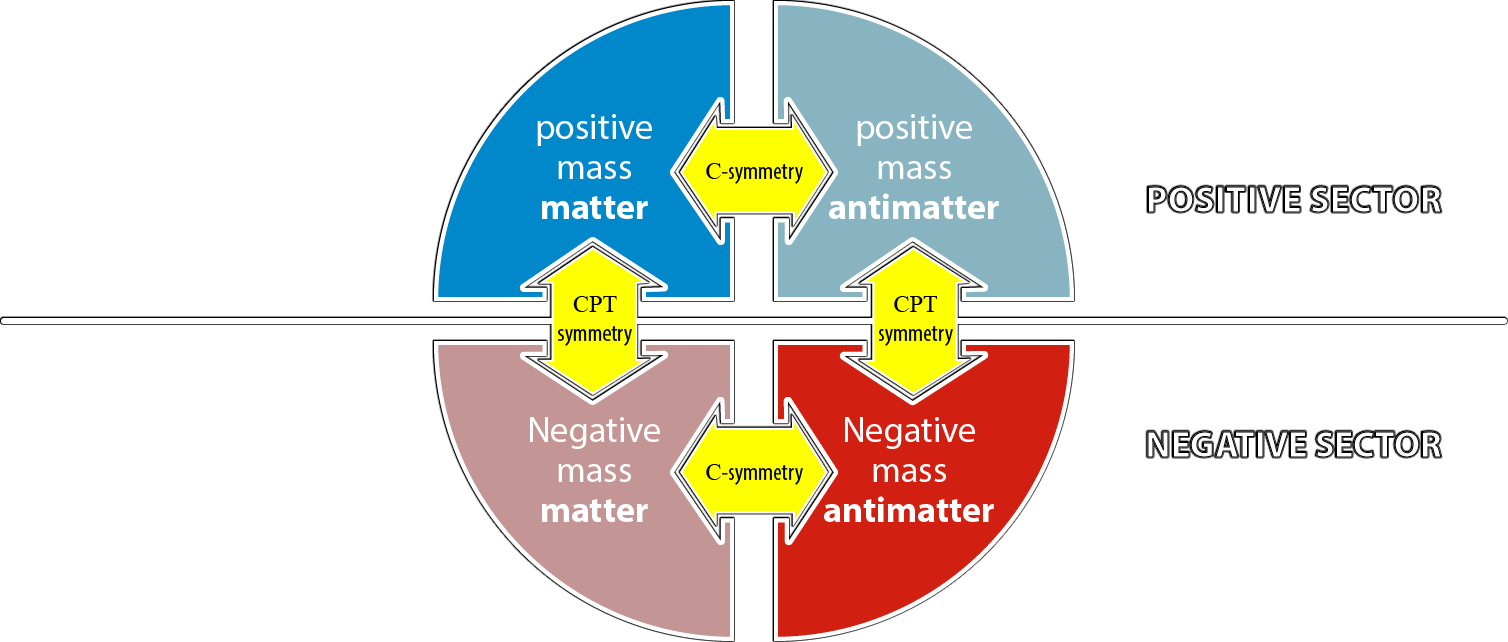
Двумерные модели расширяют общую теорию относительности, чтобы точно объяснить природу тёмной материи и тёмной энергии

Биметрические теория гравитации — альтернативные теории гравитации, в которых вместо одного метрического тензора используются два или более. Часто вторая метрика вводится только при высоких энергиях, в предположении, что скорость света может зависеть от энергии. Наиболее известными примерами биметрических теорий являются теория Розена и релятивистская теория гравитации (последняя — в канонической трактовке).

## Биметрическая теория Розена
В общей теории относительности предполагается, что расстояние между двумя точками в пространстве-времени определяется метрическим тензором. Уравнения Эйнштейна используются затем для расчёта формы метрики на основании распределения энергии.
Натан Розен (1940) предложил в каждой точке пространства-времени ввести в дополнение к риманову метрическому тензору {\displaystyle g_{ij}} евклидов метрический тензор {\displaystyle \gamma _{ij}} . Таким образом, в каждой точке пространства-времени мы получаем две метрики:
{\displaystyle ds^{2}=g_{ij}dx^{i}dx^{j}}
{\displaystyle d\sigma ^{2}=\gamma _{ij}dx^{i}dx^{j}}
Первый метрический тензор {\displaystyle g_{ij}} описывает геометрию пространства-времени и, таким образом, гравитационное поле. Второй метрический тензор {\displaystyle \gamma _{ij}} относится к плоскому пространству-времени и описывает инерционные силы. Символы Кристоффеля, сформированные из {\displaystyle g_{ij}} и {\displaystyle \gamma _{ij}}, обозначим {\displaystyle \{_{jk}^{i}\}} и {\displaystyle \Gamma _{jk}^{i}} соответственно. {\displaystyle \Delta } определим таким образом, чтобы
{\displaystyle \Delta _{jk}^{i}=\{_{jk}^{i}\}-\Gamma _{jk}^{i}~~~~~~~~~~~~~~(1)}
Теперь возникают два вида ковариантного дифференцирования: {\displaystyle g}-дифференцирование, основанное на {\displaystyle g_{ij}} — обозначается точкой с запятой (;), и 3-дифференцирование на основе {\displaystyle \gamma _{ij}} — обозначается символом / (обычные частные производные обозначаются запятой (,)). {\displaystyle R_{ij\sigma }^{\lambda }} и {\displaystyle P_{ij\sigma }^{\lambda }} будут тензорами кривизны, рассчитываемыми из {\displaystyle g_{ij}} и {\displaystyle \gamma _{ij}} соответственно. На основе вышеизложенного подхода, в том случае, когда {\displaystyle \gamma _{ij}} описывает плоскую пространственно-временную метрику, тензор кривизны {\displaystyle P_{ij\sigma }^{\lambda }} равен нулю.
Из (1) следует, что хотя {\displaystyle \{_{jk}^{i}\}} и {\displaystyle \Gamma } не являются тензорами, но {\displaystyle \Delta } — тензор, имеющий такую же форму, как {\displaystyle \{_{jk}^{i}\}}, за исключением того, что обычная частная производная заменяется 3-ковариантной производной. Простой расчёт приводит к
{\displaystyle R_{ijk}^{h}=-\Delta _{ij/k}^{h}+\Delta _{ik/j}^{h}+\Delta _{mj}^{h}\Delta _{ik}^{m}-\Delta _{mk}^{h}\Delta _{ij}^{m}}
Каждый член в правой стороне этого соотношения является тензором. Видно, что от общей теории относительности, можно перейти к новой теории, заменив {\displaystyle \{_{jk}^{i}\}} на {\displaystyle \Delta }, обычное дифференцирование на 3-ковариантное дифференцирование, {\displaystyle {\sqrt {-g}}} на {\displaystyle {\sqrt {\frac {g}{\gamma }}}}, элемент интегрирования {\displaystyle d^{4}x} на {\displaystyle {\sqrt {-\gamma }}d^{4}x}, где {\displaystyle g=det(g_{ij})}, {\displaystyle \gamma =det(\gamma _{ij})} и {\displaystyle d^{4}x=dx^{1}dx^{2}dx^{3}dx^{4}}. Необходимо отметить, что, как только мы ввели {\displaystyle \gamma _{ij}} в теорию, то в нашем распоряжении оказывается большое число новых тензоров и скаляров. Таким образом, можно получить уравнения поля, отличающиеся от уравнений поля Эйнштейна.
Уравнение для геодезической в биметрической теории относительности (БТО) принимает форму
{\displaystyle {\frac {d^{2}x}{ds^{2}}}+\Gamma _{jk}^{i}{\frac {dx^{j}}{ds}}{\frac {dx^{k}}{ds}}+\Delta _{jk}^{i}{\frac {dx^{j}}{ds}}{\frac {dx^{k}}{ds}}=0~~~~~~~~~~~~~~(2)}
Из уравнений (1) и (2) видно, что можно считать, что {\displaystyle \Gamma } описывает инерциальное поле, поскольку {\displaystyle \Gamma } исчезает при помощи подходящего преобразования координат. Свойство же {\displaystyle \Delta } быть тензором не зависит от каких-либо систем координат, и, следовательно, можно полагать, что {\displaystyle \Delta } описывает постоянное гравитационное поле.
Розеном (1973) были найдены биметрические теории, удовлетворяющие принципу эквивалентности. В 1966 г. Розен показал, что введение плоской пространственной метрики в рамках общей теории относительности не только позволяет получить плотность энергии-импульса тензора гравитационного поля, но также позволяет получить этот тензор из вариационного принципа.
Уравнение поля в БТО, полученное из вариационного принципа
{\displaystyle K_{j}^{i}=N_{j}^{i}-{\frac {1}{2}}\delta _{j}^{i}N=-8\pi \kappa T_{j}^{i}~~~~~~~~~~~~~~(3)}
где
{\displaystyle N_{j}^{i}={\frac {1}{2}}\gamma ^{\alpha \beta }(g^{hi}g_{hj/\alpha })_{/\beta }}
или
{\displaystyle N_{j}^{i}=\gamma ^{\alpha \beta }\left\{(g^{hi}g_{hj,\alpha }),\beta -(g^{hi}g_{mj}\Gamma _{h\alpha }^{m}),\beta \right\}-\gamma ^{\alpha \beta }(\Gamma _{j\alpha }^{i}),\beta +\Gamma _{\lambda \beta }^{i}[g^{h\lambda }g_{hj},\alpha -g^{h\lambda }g_{mj}\Gamma _{h\alpha }^{m}-\Gamma _{j\alpha }^{\lambda }]-\Gamma _{j\beta }^{\lambda }[g^{hi}g_{h\lambda },\alpha -g^{hi}g_{m\lambda }\Gamma _{h\alpha }^{m}-\Gamma _{\lambda \alpha }^{i}]}
{\displaystyle +\Gamma _{\alpha \beta }^{\lambda }[g^{hi}g_{hj},\lambda -g^{hi}g_{mj}\Gamma _{h\lambda }^{m}-\Gamma _{j\lambda }^{i}]}
{\displaystyle N=g^{ij}N_{ij},\kappa ={\sqrt {\frac {g}{\gamma }}},}
и {\displaystyle T_{j}^{i}} — тензор энергии-импульса.
Вариационный принцип приводит также к связи
{\displaystyle T_{j;i}^{i}=0.}
Поэтому из (3)
{\displaystyle K_{j;i}^{i}=0,}
что подразумевает, что пробная частица в гравитационном поле движется по геодезической по отношению к {\displaystyle g_{ij}}. Физические следствия такой теории, впрочем, не отличаются от общей теории относительности.
При ином выборе исходных уравнений биметрические теории и ОТО различаются в следующих случаях:
- Распространение электромагнитных волн
- Внешнее поле звёзд высокой плотности
- Распространение интенсивных гравитационных волн через сильное статическое гравитационное поле.